# العلاقات العراقية اليابانية
العلاقات العراقية اليابانية هي العلاقات الثنائية بين حكومة اليابان والحكومة العراقية. لدى العراق سفارة في طوكيو، ولدى اليابان سفارة في بغداد، وقنصلية في أربيل.
في سنة 2014، أصدر البريد العراق ثلاثة طوابع بريدية وبطاقة تذكارية لمناسبة مرور 75 عاما على العلاقات بين البلدين.

## مقارنة بين البلدين
|                      | العراق                                  | اليابان                                          | الفرق بين البلدين            |
| -------------------- | --------------------------------------- | ------------------------------------------------ | ---------------------------- |
| عدد السكان           | 43 مليون نسمة（2014）                   | 127 مليون نسمة（2015）                           | اليابان أكبر بحوالي 3.7 مرة  |
| مساحة الأرض          | 438,317 كم²                             | 377,944 كم²                                      | العراق أكبر بحوالي 1.2 مرة   |
| العاصمة              | بغداد                                   | طوكيو                                            |                              |
| أكبر المدن           | بغداد                                   | طوكيو                                            |                              |
| النظام السياسي       | نظام برلماني                            | نظام برلماني                                     |                              |
| اللغة الرسمية        | العربية والكردية                        | اليابانية（حكم الأمر الواقع）                    |                              |
| دين الدولة           | الإسلام                                 | لا يوجد                                          |                              |
| إجمالي الناتج المحلي | 165 مليون و570الف دولار أمريكي（2015）  | 4 مليار و116 مليون و420 الف دولار إمريكي（2015） | اليابان أكثر بحوالي 24.9 مرة |
| الإنفاق العسكري      | 131 مليون و210 الف دولار إمريكي（2015） | 409 مليون دولار إمريكي（2015）                   | اليابان أكثر بحوالي 3.1 مرة  |

## العلاقات الثنائية حسب الترتيب الزمني
- بدأت العلاقات الدبلوماسية بين البلدين عام 1939 .
- فتحت اليابان سفارتها في بغداد عام 1939 .
- فتح العراق سفارته في طوكيو عام 1955 .
- رفع مستوى التمثيل الدبلوماسي في سفارة اليابان إلى مفوضية اليابان عام 1960 .
- أغلقت اليابان سفارتها في بغداد عام 1991 ، للعقوبات ضد العراق على غزو الكويت.
- فتحت اليابان سفارتها في بغداد عام 2004 .

## وصلات خارجية
- سفارة جمهورية العراق في طوكيو
- سفارة اليابان في العراق